# Igor Markevitch
Igor Markevitch (Kiev, 27 luglio 1912 – Antibes, 7 marzo 1983) è stato un compositore e direttore d'orchestra ucraino naturalizzato italiano.

## Biografia
Nato a Kiev, nel 1912 si trasferisce con la famiglia a Parigi e nel 1916, durante la prima guerra mondiale, nella neutrale Svizzera.
Nel 1926 studia a Parigi con Alfred Cortot e Nadia Boulanger.
La sua prima composizione, Un concerto per piano, risale al 1929 e gli fu commissionata da Sergej Djagilev, che era l'impresario di quel Vaclav Nižinskij, celebre ballerino, che in seguito sarebbe diventato il suocero del musicista, che ne sposò nel 1936 la figlia, Kyra (19.06.1914 - 1.09.1998), e dalla quale ebbe un figlio, Vaslav Markevitch (20.01.1937 - 12.01.2024).
Markevitch ha composto diverse cantate e musiche per balletto, alternando la composizione alla direzione d'orchestra. Ha lavorato molto anche in Italia, al Maggio Musicale Fiorentino e presso l'Accademia nazionale di Santa Cecilia.
Durante la seconda guerra mondiale fu membro della Resistenza italiana, nel 1948 ottenne la cittadinanza italiana, sposando in seconde nozze la Duchessa Topazia Caetani, discendente di una storica famiglia della nobiltà romana. 
Dal matrimonio nacquero quattro figli, Nathalie, Allegra, Oleg, che ha intrapreso a sua volta la carriera di direttore d'orchestra assumendo il cognome materno, e Timur.
Ha diretto il Royal Opera House, Covent Garden di Londra dal 1945 al 1955 (dove nel 1954 ha diretto Il gallo d'oro), l'Orchestra Sinfonica di Stoccolma dal 1952 al 1955, insegnando inoltre presso i conservatori di Salisburgo, Città del Messico e Mosca.
Dal 1957 al 1961 è stato il Direttore principale dell'Orchestre Lamoureux e dell'Orchestre symphonique de Montréal, dal 1967 al 1972 dell'Orchestre philharmonique de Monte-Carlo e dal 1973 al 1975 dell'Orchestra dell'Accademia Nazionale di Santa Cecilia.
Al Festival di Salisburgo nel 1952 dirige la Sinfonia n. 3 (Schubert) ed il Concerto per pianoforte e orchestra n. 4 (Beethoven) con Claudio Arrau ed i Wiener Philharmoniker e nel 1953 la Sinfonia n. 1 (Prokof'ev), L'apprendista stregone (poema sinfonico), The Young Person's Guide to the Orchestra e la Sinfonia n. 4 (Čajkovskij).
Nel 1962 ha diretto Atlántida di Manuel de Falla con Teresa Berganza per l'Edinburgh International Festival.

## Il caso Moro
Nell'ambito delle indagini sul rapimento di Aldo Moro, si è ipotizzato che Igor Markevitch sia stato coinvolto direttamente a fianco delle Brigate Rosse nel sequestro dello statista. L'ipotesi non sembrava sostenuta da elementi univoci: anzi, nel 1978 Markevitch stava molto male, era praticamente sordo, al punto che "aveva difficoltà nei rapporti sociali". Ma la prima sezione del Tribunale civile di Roma, con una sentenza in data 11.11.2005, ha condannato al pagamento delle spese processuali Edmund, Esme e Philip Howard, fratello e nipoti di Hubert Howard, che hanno promosso una causa per risarcimento danni da diffamazione contro gli autori del libro, chiedendo la rimozione dal testo di ogni riferimento alla persona di Hubert Howard, avallando così la fondatezza delle ipotesi avanzate dagli autori del libro.

## Discografia
- Berlioz, Dannazione di Faust/Aroldo in Italia - Markevitch/Lamoureux/BPO, 1959 Deutsche Grammophon
- Berlioz Cherubini Auber, Sinfonia fantastica/Anacreon/Muta - Markevitch/Conc. Lamoureux, Deutsche Grammophon
- Cherubini Mozart, Requiem/Messa K. 317 - Markevitch/CPO/Stader/Roux, Deutsche Grammophon
- Gounod, Messa S. Cecilia - Markevitch/Seefried/Stolze, 1965 Deutsche Grammophon
- Haydn: The Creation - Irmgard Seefried/Berliner Philharmoniker/Igor Markevitch, 1994 Deutsche Grammophon
- Milhaud: Les Choéphores - Honegger: Symphony No. 5 "Di tre re" - Roussel: Bacchus et Ariane - Igor Markevitch/Orchestre des Concerts Lamoureux, 1997 Deutsche Grammophon
- Mozart, Conc. pf. n. 20, 24 - Haskil/Markevitch/Conc. Lamour., 1954/1960 Philips
- Mozart: Messe en do majeur 'Du Couronnement', K.V. 317 - EP - Berliner Philharmoniker/Choeurs de la Cattedrale di Sant'Edvige/Igor Markevitch, Astorg
- Mussorgsky - Pictures at an Exhibition/Rimsky-Korsakov - Overtures - Igor Markevitch, Deutsche Grammophon
- Offenbach, La Perichole - Igor Markevitch, 2003 Warner
- Rimsky-Korsakov: The Golden Cockerel Suite, May Night Overture - Tchaikovsky: Francesca da Rimini, Op. 32/Borodin: in the Steppes of Central Asia/Glinka:Overture "Ruslan and Ludmilla"/Liadov: Fragment de l'apocalypse, Op. 66 - Orchestre des Concerts Lamoureux/Igor Markevitch, Deutsche Grammophon
- Schubert: Symphony No. 4 "Tragic" & Berwald: Symphonies Nos. 3 "Singulière" & 4 - Berliner Philharmoniker/Igor Markevitch, 1998 Deutsche Grammophon
- Stravinsky: The Rite of Spring - Igor Markevitch/Warsaw Philharmonic Orchestra, CD Accord
- Tchaikovsky: Symphonies Nos. 1-3 - Igor Markevitch/London Symphony Orchestra/New Philharmonia Orchestra, 1995 Decca/Philips
- Tchaikovsky: Symphonies Nos. 4, 5 & 6 - Igor Markevitch/London Symphony Orchestra, 1990 Philips
- Markevitch: Un véritable artiste - Igor Markevitch, 2003 Deutsche Grammophon
- Markevitch, Capolavori della musica russa - Borodin/Glinka/Liadov/Rimsky/Ciaikovsky, 1958/1959 Deutsche Grammophon
- Musik... Sprache der Welt (Vol. II) - Berliner Philharmoniker/Igor Markevitch, 2005 Deutsche Grammophon